# Simon Amin
Simon Amin, född 13 november 1997 i Hallsberg, är en svensk-syrisk fotbollsspelare (mittfältare).

## Klubbkarriär
Amin är uppvuxen i Hallsberg och det var även där han startade sin fotbollskarriär i IFK Hallsberg. Som 13-åring bytte Amin klubb till den Örebrobaserade klubben Karlslunds IF. Som 17-åring flyttades han upp till A-laget och 2017 var han en stor del av laget som spelade upp Karlslunds IF i Division 1.
Den 27 december 2017 värvades Amin av Örebro SK, där han skrev på ett treårskontrakt. Den 2 april 2018 gjorde Amin allsvensk debut i en 0–0-match mot GIF Sundsvall, där han blev inbytt i den 79:e minuten. I januari 2021 värvades Amin av Trelleborgs FF, där han skrev på ett tvåårskontrakt med option på ytterligare ett år. Amin gjorde fyra mål på 49 matcher under två säsonger i Superettan, men valde efter säsongen 2022 att lämna klubben.
I januari 2023 värvades Amin av norska Sandefjord, där han skrev på ett tvåårskontrakt.